# Pigrogromitus timsanus
Pigrogromitus timsanus là một loài nhện biển trong họ Ascorhynchoidea (incertae sedis). Chúng được miêu tả khoa học năm 1927 bởi Calman.